# Aderus francoisi
Aderus francoisi é uma espécie de inseto besouro da família Aderidae. Foi descrita cientificamente por Maurice Pic em 1902.

## Distribuição geográfica
Habita nas ilhas Vanuatu.